# Bitva u Ajn Džálút
Bitva u Ajn Džálútu se odehrála 3. září 1260. Také ji můžeme znát pod názvem bitva u Goliášových pramenů. V této bitvě se utkali Mongolové a Mamlúci. Generál Mongolů Ketbuga měl pod svým vedením až 12 000 jezdců (Mongoly i křesťany), zatímco Kutuz a Bajbars veleli až 20 000 mamlúkům a muslimům z Egypta a Sýrie.